# ضهر الباطرة
ضهر الباطرة قرية تتبع ناحية قرى مركز صافيتا في منطقة صافيتا التابعة لمحافظة طرطوس.